# 心動
《心動》是張艾嘉導演的電影作品，於1999年上映，由金城武、梁詠琪和莫文蔚主演，張艾嘉稱故事有著自己過去的影子。
本劇發生於1970年代至90年代；倒敘方法描述金城武、梁詠琪（中學時期的張艾嘉）分合不定的浮萍愛情，莫文蔚、梁詠琪也有一段友情、愛情交織的複雜情感，甚至夾雜三角戀曲。
而梁詠琪憑著此片更獲提名第36屆金馬獎、第5屆香港電影金紫荊獎以及第19屆香港電影金像獎「最佳女主角」，可惜金像獎部分，最後敗給同年憑《爆裂刑警》被提名「最佳女主角」的羅蘭。張艾嘉、關皓月獲得第19屆香港電影金像獎「最佳編劇」。

## 參與演員
| 演員   | 角色           |
| 金城武 | 林浩君         |
| 梁詠琪 | 沈小柔         |
| 金燕玲 | Helen          |
| 莫文蔚 | 陳莉           |
| 張艾嘉 | Cheryl         |
| 蘇永康 | Wallace        |
| 唐文龍 | Robert         |
| 谷祖琳 | 阿jo           |
| 陳文媛 | 小柔同學       |
| 周子濠 | 林浩君Band友   |
| 戴立忍 | 林浩君（中年） |
| 丁主惠 | 林浩君之母     |
| 李嘉慧 |                |

## 電影主題曲
| 曲別   | 歌名     | 作曲   | 作詞 | 編曲   | 演唱者 |
| 主題曲 | 《心動》 | 黃韻玲 | 林夕 | 黃韻玲 | 林曉培 |

收錄於林曉培 1999年發行的專輯 《She Knows》

## 獎項及提名
| 頒獎典禮                  | 獎項             | 名字           | 結果 |
| ------------------------- | ---------------- | -------------- | ---- |
| 第36屆金馬獎              | 最佳劇情片       | 不適用         | 提名 |
| 第36屆金馬獎              | 最佳女主角       | 梁詠琪         | 提名 |
| 第36屆金馬獎              | 最佳女配角       | 金燕玲         | 提名 |
| 第36屆金馬獎              | 最佳攝影         | 李屏賓         | 提名 |
| 第36屆金馬獎              | 最佳造型設計     | 奚仲文         | 提名 |
| 第6屆香港電影評論學會大獎 | 最佳女演員       | 梁詠琪         | 提名 |
| 第6屆香港電影評論學會大獎 | 推薦電影         | 不適用         | 獲獎 |
| 第5屆香港電影金紫荊獎     | 最佳女主角       | 梁詠琪         | 提名 |
| 第5屆香港電影金紫荊獎     | 最佳女配角       | 金燕玲         | 提名 |
| 第5屆香港電影金紫荊獎     | 最佳女配角       | 莫文蔚         | 提名 |
| 第5屆香港電影金紫荊獎     | 十大華語片       | 不適用         | 獲獎 |
| 第19屆香港電影金像獎      | 最佳導演         | 張艾嘉         | 提名 |
| 第19屆香港電影金像獎      | 最佳編劇         | 張艾嘉、關皓月 | 獲獎 |
| 第19屆香港電影金像獎      | 最佳女主角       | 梁詠琪         | 提名 |
| 第19屆香港電影金像獎      | 最佳女配角       | 金燕玲         | 提名 |
| 第19屆香港電影金像獎      | 最佳美術指導     | 文念中         | 獲獎 |
| 第19屆香港電影金像獎      | 最佳服裝造型設計 | 奚仲文         | 提名 |